# De ceremoniis
De ceremoniis (titolo completo: De ceremoniis aulae byzantinae talvolta riportato come caeremoniis o cerimoniis) è il titolo latino di un'opera dell'imperatore bizantino Costantino VII Porfirogenito (913-959), parzialmente rivista e aggiornata sotto Niceforo II Foca (963-969), forse sotto la supervisione di Basilio, il Parakoimomenos (Περὶ τῆς βαςιλείου Τάξεως). Il testo descrive le procedure cerimoniali, anche nei più minuti dettagli, dalla prospettiva degli ufficiali di corte ed altri argomenti nella misura in cui facevano parte della vita quotidiana di Costantinopoli. Una delle sue appendici è il Tre trattati sulle spedizioni militari imperiali.